# 川崎市立日吉中学校
川崎市立日吉中学校（かわさきしりつ ひよしちゅうがっこう）は、神奈川県川崎市幸区北加瀬2丁目にある公立中学校。

## 概要
校名には現在では横浜市の地名である「日吉」の名が付くが、所在地は川崎市幸区北加瀬であり、横浜市の立地ではない。これは当地がかつて横浜市から川崎市にまたがる日吉村であったことに由来する。
学校目標は以下の3項目を掲げている。
1. 創造力を持った心豊かな人になろう
2. 礼儀と責任を重んじ、実行力のある人になろう
3. 健康で教養のある人になろう

## 沿革
- 1950年（昭和25年）4月1日 – 創立

## 進路
進学先公立高等学校としては、旧川崎南部学区に属する高校およびJR南武線、東急東横線沿線の高校が想定される。
- 旧川崎南学区
  - 神奈川県立川崎高等学校
  - 神奈川県立新城高等学校
  - 神奈川県立住吉高等学校
  - 川崎市立川崎高等学校
  - 川崎市立幸高等学校
  - 川崎市立橘高等学校
  - 神奈川県立大師高等学校
- JR南武線沿線
  - 神奈川県立多摩高等学校
- 東急東横線沿線
  - 神奈川県立港北高等学校
  - 神奈川県立神奈川工業高等学校
  - 神奈川県立神奈川総合高等学校
  - 神奈川県立横浜平沼高等学校

## 交通
- JR横須賀線新川崎駅 徒歩15分
- JR南武線鹿島田駅 徒歩20分
- 東急東横線元住吉駅 徒歩20分
- 川崎市バス JR川崎駅西口54・55番のりば 川63・川64・川66系統 日吉中学校前下車 徒歩5分
- 臨港バス JR川崎駅西口58・59番のりば 川53・川54 日吉中学校前下車 徒歩5分
- 川崎市バス 東急東横線元住吉駅 川63・川64・川66系統 日吉中学校前下車 徒歩5分
- 臨港バス 東急東横線元住吉駅 川60・川61・元02 日吉中学校前下車 徒歩5分

## 出身者
- 八木誠（音楽評論家、ディスクジョッキー）
- 安藤政信（俳優）
- 鈴木宙（俳優）
- 鬼頭うたの（子役）
- 中谷一馬（衆議院議員）[1]
- 鈴木雅希（ボートレーサー）
- 小島圭一（元プロ野球選手）